# Utflykt på landet
Utflykt på landet (franska: Partie de campagne) är en fransk novellfilm som spelades in 1936 men fick premiär först 1946, i regi av Jean Renoir. I huvudrollerna ses Sylvia Bataille och Georges D'Arnoux. Filmen utspelar sig under en sommareftermiddag 1860 och handlar om en familj som blir uppvaktad av två unga män, som tar modern och dottern på varsin roddtur. Förlaga är Guy de Maupassants novell "En utflykt till landet" från 1881.

## Om filmen
Inspelningen skedde från 15 juli till 25 augusti 1936. Yves Allégret, Jacques Becker och Luchino Visconti, som senare blev framgångsrika regissörer själva, var assistenter åt Renoir. En inspirationskälla till filmens uttryck var det impressionistiska måleriet hos regissörens far, Pierre-Auguste Renoir. En scen i filmen är en återskapelse av Renoir den äldres målning Gungan.
Utflykt på landet var ursprungligen tänkt som en långfilm, men svåra väderproblem fick Renoir att överge projektet och gå vidare till sin nästa film, Natthärbärget. När andra världskriget bröt ut lämnade Renoir Frankrike på grund av sina kopplingar till kommunistgrupper. År 1946, när Renoir ännu inte hade återvänt, beslöt sig producenten Pierre Braunberger för att klippa ihop de upptagningar som fanns och släppa Utflykt på landet på bio. Den slutgiltiga filmen är 40 minuter lång och hade premiär 8 maj 1946.

## Rollista
- Sylvia Bataille – Henriette
- Georges D'Arnoux – Henri
- Jacques B. Brunius – Rodolphe
- Jane Marken – Juliette Dufour
- André Gabriello – Cyprien Dufour
- Paul Temps – Anatole
- Gabrielle Fontan – farmodern
- Jean Renoir – fader Poulain
- Marguerite Houllé-Renoir – tjänarinnan
- Alain Renoir – den lille fiskaren
- Pierre Lestringuez – den tjocke prästen
- Jacques Becker – en seminarist
- Henri Cartier-Bresson – en seminarist
- Georges Bataille – en seminarist